# Véronique Nowak
Véronique Nowak (* 28. Februar 1967 in Lyon) ist eine ehemalige französische Fußballspielerin. Sie wurde in ihrer aktiven Zeit dreifache Landesmeisterin und hat auch international für Frankreich gespielt. 

## Vereinskarriere
Spätestens als 15-Jährige spielte Véronique Nowak für den FC Lyon Fußball. Mit 18 stand sie in der Elf, die zum ersten Mal in der Vereinsgeschichte ein Endspiel um die französische Meisterschaft der Frauen erreichte, das Lyon mit 0:2 gegen die VGA Saint-Maur, in den 1980ern das erfolgreichste Team des Landes, verlor. Bereits in dieser Saison 1984/85 debütierte die rechte Verteidigerin auch in der A-Nationalauswahl (siehe unten). Ab 1990 intensivierte der FCL unter einem neuen Präsidenten seine Bemühungen, das Niveau des Frauenteams anzuheben, indem unter anderem das Training von einer auf drei wöchentliche Einheiten erweitert und eigens ein Stab zur medizinischen Betreuung der Spielerinnen eingestellt wurde. In Folge dieser Maßnahmen, mit denen Lyon eine Vorreiterrolle im französischen Frauenfußball einnahm, erwarb sich der FCL (gemeinsam mit dem Juvisy FCF) die Vormachtstellung in Frankreich, was sich 1991 im Gewinn eines ersten Meistertitels äußerte, als Nowak und ihre Mitspielerinnen Saint-Maur – wenn auch erst nach einem Elfmeterschießen – im Finale bezwangen.
Als der Landesverband FFF zur Saison 1992/93 eine erste Frauenliga, das Championnat National 1 A, einrichtete, verließ sie Lyon und schnürte ihre Fußballstiefel für den Ligakonkurrenten Toulouse Olympique Mirail. Dies blieb allerdings ein sehr kurzes Intermezzo, denn bereits im September 1992 kehrte sie zum FCL zurück und bildete dort mit ihrer langjährigen Abwehrpartnerin Marie-Christine Umdenstock wieder den defensiven Rückhalt der Frauschaft. Anschließend gewann sie so 1993 – passend zu Lyons hundertjährigem Vereinsjubiläum – ihren zweiten und zwei Jahre darauf ihren dritten Landesmeistertitel. In der Spielzeit dazwischen reichte es nur für die Vizemeisterschaft. Am Landespokalwettbewerb, der in Frankreich erst 2001 eingeführt wurde, konnte sie mit dem FC Lyon nicht teilnehmen, denn sie beendete ihre Laufbahn bereits 1995. Gründe dafür, weshalb sie diesen Schritt bereits mit 28 vollzogen hat, lassen sich aus den vorliegenden Unterlagen so wenig entnehmen wie die Frage, wie Véronique Nowak ihr Leben nach der Fußballerzeit gestaltet hat. 

### Stationen
- FC Lyon (1982–1992)
- Olympique Mirail Toulouse (Juli bis September 1992)
- FC Lyon (1992–1995)

## In der Nationalelf
Im Februar 1985, wenige Tage vor ihrem 18. Geburtstag, debütierte Véronique Nowak bei einem Freundschaftsspiel gegen Italien, als sie 20 Minuten vor dem Abpfiff eingewechselt wurde, in der französischen Frauennationalmannschaft. Deren Trainer Francis Coché berief sie dann allerdings kein weiteres Mal. So dauerte es für die Verteidigerin gut drei Jahre, ehe Cochés Nachfolger Aimé Mignot sie zurückholte, wobei Nowak sich diesmal auf Anhieb als Stammspielerin etablierte und zwischen März 1988 und Mai 1994 weitere 37 A-Länderspiele im blauen Dress bestritt. In diesem Kreis gelang ihr sogar ein Treffer; dies war das 5:0 beim 7:1-Sieg gegen die Sowjetunion im Frühjahr 1990.
Bei ihren Einsätzen ist sie auch dreimal auf die deutsche Frauenauswahl getroffen, wobei Frankreich die Partie jeweils verlor (1991 mit 0:2, 1992 mit 0:7 und 1993 mit 0:3). Gegen andere Gegnerinnen aus den deutschsprachigen Ländern (Österreich, Schweiz, Luxemburg) hat sie hingegen nie gespielt. Auch bei einem großen Kontinentalturnier hat Véronique Nowak sich während ihrer Karriere nie präsentieren können, denn die Französinnen scheiterten regelmäßig bereits in der Qualifikation, sowohl für die damals noch im zweijährigen Rhythmus ausgetragenen Europameisterschaftsendrunden (1989 in der Bundesrepublik Deutschland, 1991 in Dänemark und 1993 in Italien) als auch für die erste offizielle Weltmeisterschaft 1991 in der Volksrepublik China. 

## Palmarès
- Französische Meisterin: 1991, 1993, 1995 (und Vizemeisterin 1985, 1994)
- 38 A-Länderspiele, ein Treffer für Frankreich